# Jacqueline Hernandez
Jacqueline Hernandez (ur. 2 grudnia 1992) – amerykańska snowboardzistka, specjalizująca się w snowcrossie. Jak dotąd nie brała udziału w igrzyskach olimpijskich, ani w mistrzostwach świata. Najlepsze wyniki w Pucharze Świata osiągnęła w sezonie 2010/2011, kiedy to zajęła 50. miejsce w klasyfikacji generalnej, a w klasyfikacji snowboardcrossu była 25.

## Sukcesy

### Puchar Świata

#### Miejsca w klasyfikacji generalnej
- 2010/2011 – 50.
- 2011/2012 –

#### Zwycięstwa w zawodach
1. Valmalenco – 16 marca 2012 (snowboardcross)